# Franz Bernthaler
Franz Bernthaler (* 26. Oktober 1889 in Zwein (Kärnten); † 15. April 1945 in Stein an der Donau) war ein österreichischer Widerstandskämpfer.
Der Oberlehrer i. R. Franz Bernthaler wurde 1938 zwei Monate in Schutzhaft genommen. Er stand in Verbindung zur Antifaschistischen Freiheitsbewegung Österreichs und gab „in Klagenfurt eine staatsfeindliche Flugschrift zum Zwecke ihrer Verbringung ins Ausland“ weiter. Franz Bernthaler wurde am 11. August 1944 vom Volksgerichtshof wegen „Feindbegünstigung“ zum Tode verurteilt. Er wurde nach einem Fußmarsch der zum Tode verurteilten Häftlinge von Wien nach Stein a. d. Donau (NÖ) am 15. April 1945 mit 43 weiteren Verurteilten erschossen.
Aus der Anklageschrift des Oberreichsanwalts beim Volksgerichtshof, 25. Mai 1944:

„Mindestens seit Anfang 1943 traf der Angeschuldigte Bernthaler häufiger mit dem Angeschuldigten Georg Kofler, dem ehemaligen Gendarmeriebeamten Kreuzberger [...] und einem weiteren Gesinnungsfreund zusammen. Alle vier hielten auch jetzt noch an dem Gedanken fest, dass die österreichische Monarchie wiederkommen müsse. Bei ihren Zusammenkünften besprachen sie die politische und militärische Lage des Reiches und gaben ihrer Überzeugung Ausdruck, dass Deutschland wenig Aussicht habe, den Krieg zu gewinnen. [...]
Mitte März 1943 lernte Bernthaler [...] den Angeschuldigten [Karl] Loßmann kennen. [...] Darauf erklärte Loßmann, es müsse jetzt etwas geschehen und sie alle müssten endlich aktiv werden. Er für seine Person halte sich für befähigt und wolle sogleich dazu übergehen, Flugschriften zu verfassen. Bernthaler und [Georg] Kofler sollten dann Wege suchen, wie die Flugblätter ins Ausland gelangen könnten, von wo sie durch Rundfunk verbreitet werden sollten. Dazu erklärten sich Bernthaler und Kofler bereit.“

Ferdinand Frodl habe die von Bernthaler wegen seiner Eigenschaft als Nuntius übergebenen Briefe wegen orthographischer und stilistischer Fehler als nicht verkehrstauglich eingestuft und verbrannt. Auf diese Aussage hin wurde er wegen "Unterlassung der Verbrechensanzeige" zu drei Jahren Gefängnis verurteilt.